# Aleixo Pereira
Aleixo, właśc. Aleixo Pereira (ur. 9 kwietnia 1921 w São Paulo, zm. 14 kwietnia 1962 tamże) – piłkarz brazylijski występujący na pozycji defensywnego pomocnika.

## Kariera klubowa
Karierę rozpoczął w klubie Comercial Ribeirão Preto w 1941 roku. W 1945 roku przeszedł do Corinthians Paulista. Po odejściu z Corinthians w 1949 roku występował kolejno w – Corinthians Presidente Prudente, Olaria, Atlético Brasil Club, Corinthians Presidente Prudente, Cetiense oraz w Fada, gdzie zakończył karierę w 1955 roku. Podczas kariery piłkarskiej nie odniósł większych sukcesów.

## Kariera reprezentacyjna
W reprezentacji Brazylii Aleixo zadebiutował 23 stycznia 1946 roku w meczu z reprezentacją Urugwaju podczas Copa América, na którym Brazylia zajęła drugie miejsce. Na tym turnieju wystąpił w trzech meczach z Urugwajem, Paragwajem i Chile, który był jego ostatnim meczem w reprezentacji.